# 大秦

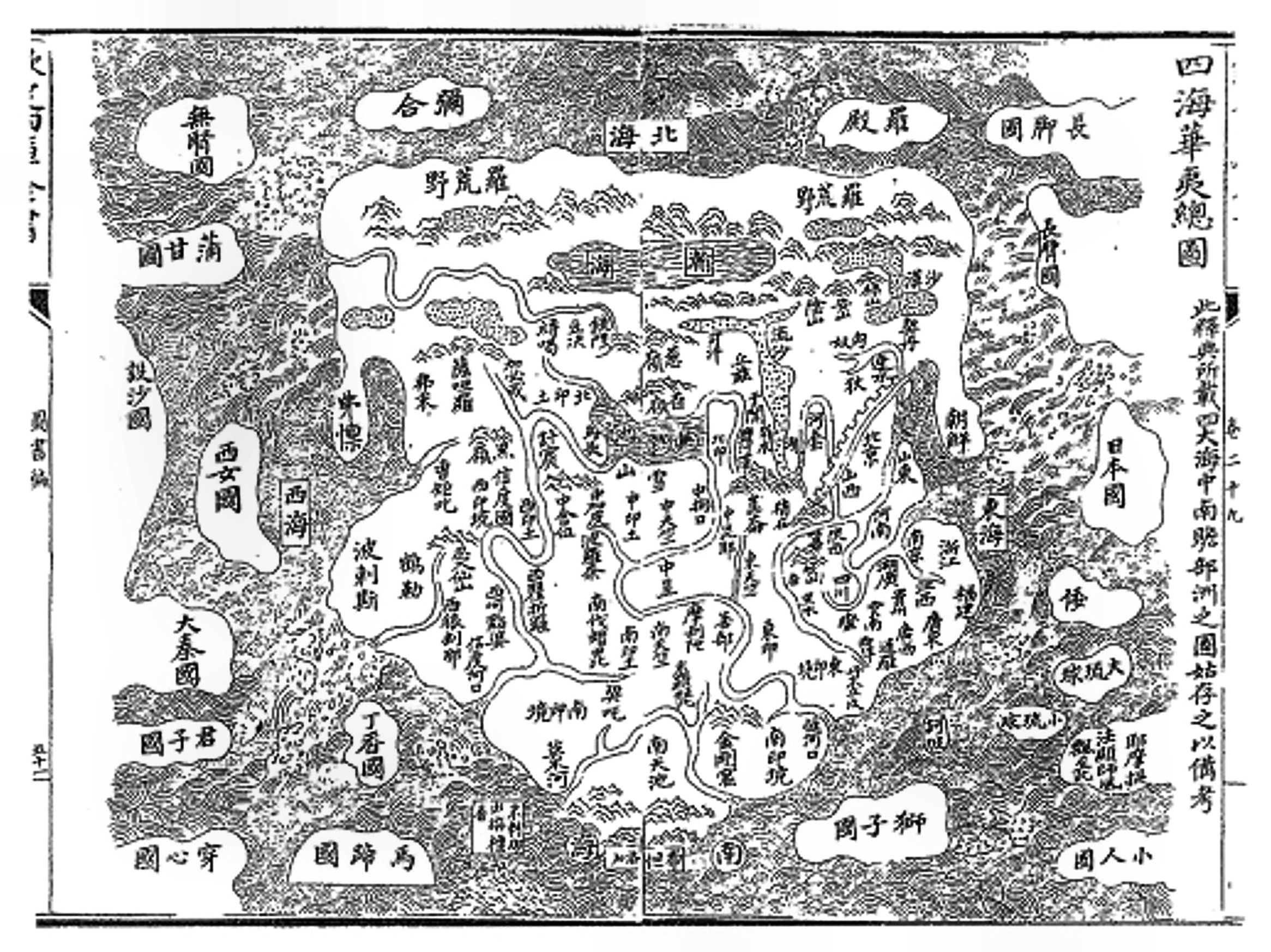
1532年に作成された世界地図『四海華夷總圖』。西の果てに大秦国の表記がある

大秦（だいしん）は、中国の史書に記載されている国名で、ローマ帝国、のち東ローマ帝国のことを指すとされる。
「ローマ帝国」を現代中国語で書くと「羅馬帝国」となる。

## 大秦に関連する記述のある文献

18世紀の百科事典『古今図書集成』方輿彙編,辺裔典 第60巻に描かれた大秦国の挿絵

### 後漢書
「和帝の永元九年（97年）に西域都護の班超が甘英を使者として大秦に派遣した」
大秦の初出である。この後甘英はシリアにまで到達し、地中海を渡って大秦へ赴こうとしたが、パルティア人の船乗りに「大秦までは長ければ2年以上も航海せねばならず、長期間陸地を見ないために心を病んで亡くなる者さえいる」と言われたために大秦に行くことを諦めたとの記述がある。
但し、後漢書に先行する『三国志』魏書 烏丸鮮卑東夷伝末尾の裴松之による注記の『魏略』西戎伝には、班超が甘英を大秦に派遣したという記事はない。
「桓帝の延憙九年（166年）に大秦国王の安敦（アントン）が遣わした使者が日南郡に訪れて象牙・犀角・玳瑁を献上した。初めて（大秦と漢は）交流を持つことができた」
安敦とはローマ皇帝マルクス・アウレリウス・アントニヌス（在位161年 - 180年）の「アントニヌス」の音を写したものと考えられる。ただローマ側の史書には使者を派遣したという記述が見られず、また献上品もインドやアフリカの産物であることからローマ帝国の商人が皇帝の使者と偽って中国との貿易を企てたのではないかと考えられる（『後漢書』は献上物に特に珍奇なものはなかった、間違って伝えられたからではないかと書き記している）。なお、日南郡とは現在のベトナム社会主義共和国フエ付近に置かれていた後漢の郡である。

### 魏略
「大秦には普段は王はおらず、国に災難があった場合には優れた人物を選んで王とする。災難が終われば王は解雇されるが、王はそれを恨まない」
これは共和政ローマにおける独裁官（dictator）に関する記述であると考えられる（独裁官は非常時にのみ置かれ任期は半年であった）

### 梁書
「呉の黄武五年（226年）に大秦の商人で字を秦論という者が交阯にやってきた。交趾太守の呉邈が孫権のもとに送り、拝謁させた。孫権が大秦の地理や風俗について訊ねたので、秦論は詳しくそのことについて回答した」
中国の歴史上、ローマ人とギリシャ人の名前はよく中国語に訳されているが、たまに姓は彼らの本籍国である大秦に由来する。秦論の姓は祖国の名前に由来し、彼の名前はギリシャの名前レオンに由来している可能性がある。ただし、『三国志』では黄武五年に交趾太守だったのは士燮で、同年の士燮の死去により、呉は陳時を後任に派遣したとある。同書には秦論の記録はない。

### 続資治通鑑長編
「大秦より使者が訪れた。（中略）国王の名を滅加伊霊改撒（ミカイルカイザー）という。かつて九百余年前に朝貢したがその後朝貢せず、今再びやって来た」
1081年の出来事である。その九百余年前にも大秦より使者が来たということなので、これは前述の166年の大秦国王安敦が使者を派遣したことを指していると考えられる。北宋）この大秦は東ローマ帝国の事を差すと考えれている。なお、滅加伊霊改撒はローマ皇帝ミカエル7世ドゥーカス（位1071年〜1078年）とされる。「カイザー」は、ローマの偉人、ユリウス・カエサルに由来する「皇帝」称号と見られる。
補足　『宋史』巻490・列伝第249「外国六」の「拂菻」の条では、北宋の元豊四年＝1081年に朝貢使を派遣してきた「拂菻国」(東ローマ帝国のことか)の王の名を「滅力伊霊改撒」と記す。